# Theo Elsen

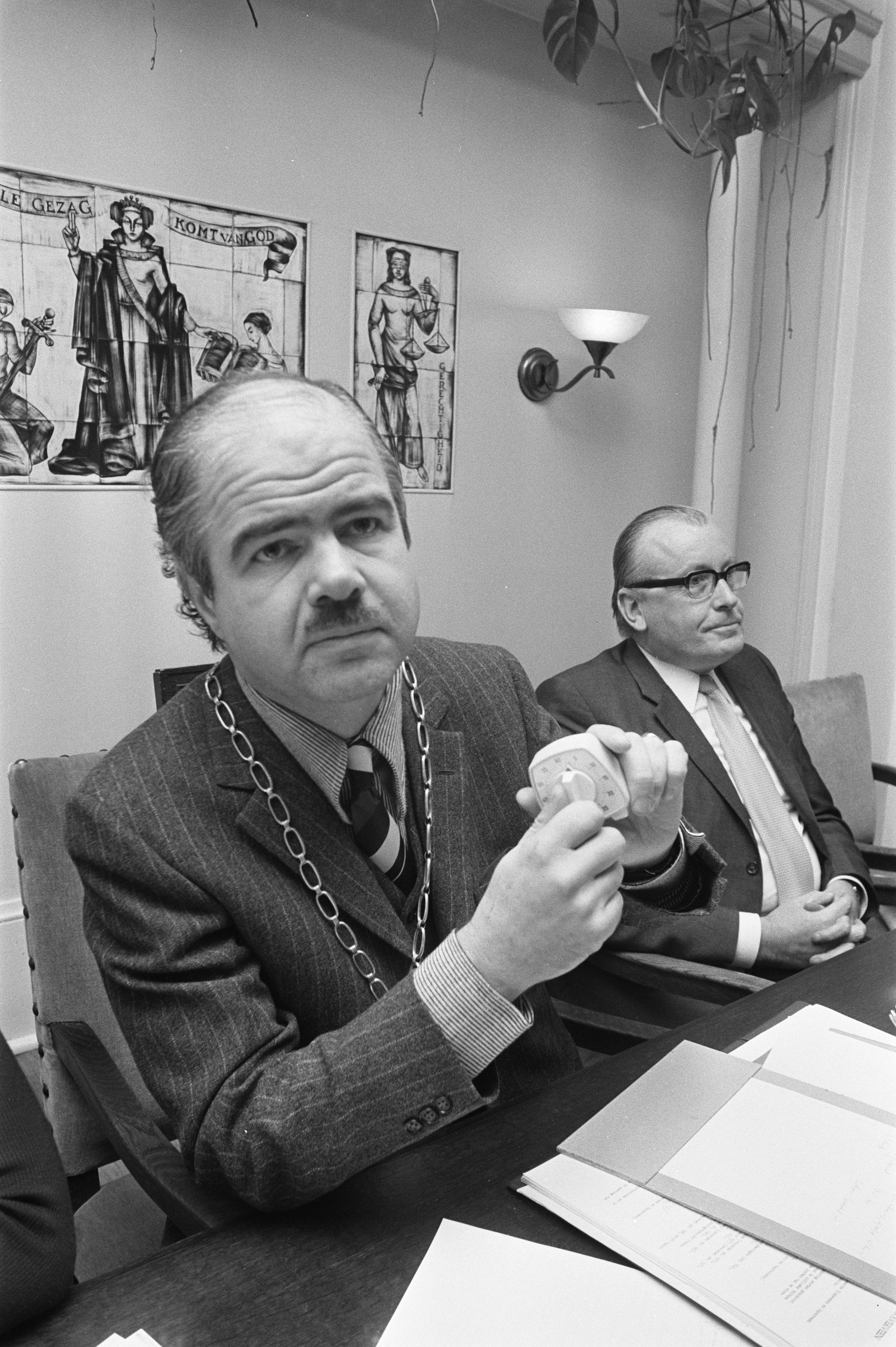
Burgemeester Th.A.M. Elsen (1972)

Th.A.M. (Theo) Elsen (ca. 1928 – 23 september 1986) was een Nederlands politicus van de KVP.
Hij was referendaris bij de Rijksplanologische Dienst en is ook plaatsvervangend secretaris geweest van de Raad van Advies voor de Ruimtelijke Ordening (RARO). In navolging van zijn vader Th.P.J. Elsen (1887-1950) en broer N.W. Elsen (1915-1995) werd hij in juli 1968 ook benoemd tot burgemeester en wel van de Utrechtse gemeente Vinkeveen en Waverveen. Tijdens dat burgemeesterschap overleed hij in 1986.